# Sitio de Dánzig (1734)
El Sitio de Danzig fue un asedio de la ciudad polaca de Danzig por el Imperio ruso durante la guerra de sucesión polaca (1733-1738).
En febrero de 1734, las fuerzas conjuntas sajonas y rusas pusieron sitio a la ciudad, donde el rey polaco Estanislao I Leszczynski había huido tras la toma rusa de Varsovia y su posterior fracaso en encontrar apoyos en Polonia. La fortaleza capituló a los 135 días, forzando a Estanislao a huir a Königsberg (actual Kaliningrado). La ciudad fue severamente dañada y tuvo que pagar compensaciones económicas.
El sitio comenzó el 22 de febrero de 1734, cuando un ejército ruso de 20.000 soldados comandados por Peter Lacy, tras proclamar rey a Augusto III de Polonia en Varsovia, procedió a cercar a Estanislao en Danzig, donde se había hecho fuerte junto a sus partidarios en espera de la ayuda prometida por Francia.
El 17 de marzo de 1734, el mariscal Burkhard Christoph von Münnich reemplazó a Peter Lacy y el 20 de mayo llegó el tan esperado auxilio francés. La flota francesa desembarcó 2400 hombres en Westerplatte. Una semana más tarde, estos escasos refuerzos trataron de quebrar las posiciones rusas pero fracasaron. Tras la llegada del almirante ruso Thomas Gordon el 1 de junio con una flota que transportaba refuerzos, no quedó más que la rendición. Fue la primera vez que tropas francesas y rusas se enfrentaron como enemigos. El 30 de junio capituló finalmente Danzig sin condiciones, tras haber resistido un sitio de 135 días que había supuesto 8.000 bajas a los rusos.
Disfrazado de civil, Estanislao había escapado dos días antes. Reapareció en Königsberg, donde mostró a sus partidarios un manifiesto que culminó en la creación de una confederación y el envío de una petición a París para invadir Sajonia con al menos 40.000 soldados. En Ucrania, el conde Nicolás Potocki se mantuvo en apoyo de Estanislao.